# 集體負責制
集體負責制，是指一個組織機關的全體成員和領導在問題決策時以共識決定，投票權人人平等，集體討論，按照少數服從多數原則決定，集體承擔後果責任。美國國會、中華人民共和國全國人民代表大會及其常務委員會、最高人民法院、最高人民檢察院、香港特別行政區行政會議等，都實行此類集體領導、集體負責之責任制度。